# Aechmea lueddemanniana
Espèce
Classification phylogénétique
Aechmea lueddemanniana est une espèce de plantes à fleurs de la famille des Bromeliaceae qui se rencontre en Amérique centrale et au Mexique.

## Synonymes
- Aechmea caerulea E.Morren[2] ;
- Aechmea caerulescens (Regel) Baker[2] ;
- Aechmea galeottii Baker[2] ;
- Hoplophytum caerulescens (Regel) E.Morren[2] ;
- Lamprococcus caerulescens Regel[2] ;
- Pironneava lueddemanniana K.Koch[2] ;
- Podaechmea galeottii (Baker) L.B.Sm. & W.J.Kress[2] ;
- Podaechmea lueddemanniana (K.Koch) L.B.Sm. & W.J.Kress[2].

## Distribution
L'espèce se rencontre au Mexique, au Belize, au Costa Rica, au Honduras et au Nicaragua.

## Description
L'espèce est épiphyte.